# Lista de vazamentos de petróleo e derivados no Brasil
Este artigo apresenta um histórico dos principais vazamentos ocorridos no Brasil referente a óleo e derivados.
| Anos com vazamentos registrados | Anos com vazamentos registrados | Anos com vazamentos registrados | Anos com vazamentos registrados | Anos com vazamentos registrados | Anos com vazamentos registrados | Anos com vazamentos registrados | Anos com vazamentos registrados |
| ------------------------------- | ------------------------------- | ------------------------------- | ------------------------------- | ------------------------------- | ------------------------------- | ------------------------------- | ------------------------------- |
|                                 | 1951                            |                                 |                                 |                                 | 1955                            |                                 |                                 |
|                                 |                                 |                                 |                                 | 1962                            |                                 |                                 |                                 |
| 1966                            | 1967                            |                                 |                                 |                                 |                                 | 1972                            |                                 |
| 1974                            | 1975                            | 1976                            |                                 | 1978                            |                                 | 1980                            | 1981                            |
| 1982                            | 1983                            | 1984                            | 1985                            | 1986                            |                                 | 1988                            | 1989                            |
| 1990                            | 1991                            |                                 |                                 | 1994                            | 1995                            |                                 | 1997                            |
| 1998                            | 1999                            | 2000                            | 2001                            | 2002                            | 2003                            | 2004                            |                                 |
|                                 |                                 | 2008                            | 2009                            |                                 | 2011                            | 2012                            |                                 |
| 2014                            | 2015                            | 2016                            |                                 | 2018                            | 2019                            |                                 | 2021                            |
| 2022                            |                                 |                                 |                                 |                                 |                                 |                                 |                                 |

## 1951
Em 24 de janeiro, um vazamento ocorrido no navio petroleiro Cerro Gordo, quando descarregava petróleo e derivados na Ilha Barnabé em Santos (litoral paulista), atingiu o estuário santista e posteriormente pegou fogo.

## 1955
O primeiro vazamento de gás descontrolado (blowout) da Petrobras já registrado aconteceu no poço AG-13 no campo de  Água Grande, localizado no Recôncavo Baiano. Um operário morreu durante o acidente e outros sofreram queimaduras.

## 1962
Durante etapa de perfuração de um poço de gás, no campo de Mapele na Bahia há cerca de 20 km de Salvador, ocorreu um vazamento de gás descontrolado (chamado de blowout) e uma explosão que queimou o produto durante um ano e meio e alimentou uma chama de 80 metros de altura. As chamas podiam ser vistas até mesmo de Salvador, chegando a clarear parte da região metropolitana. Não houve nenhuma vítima após o acidente, mas todo o reservatório de Mapele se exauriu em 1964 após ocorrer a queima de todo o gás. Este foi considerado um dos maiores blowouts da história da Petrobras.

## 1966
No dia 10 de maio, um vazamento de gasolina em uma válvula de drenagem no km 19 do oleoduto Rio-Belo Horizonte, na altura do bairro Tinguá em Nova Iguaçu (Rio de Janeiro), provocou um incêndio após entrar em contato com um lampião de uma procissão de fiéis da Igreja Batista. Sete pessoas morreram devido às chamas, que se propagaram pelo leito do rio Tinguá.

## 1967
Uma colisão do navio petroleiro Quererá com um dos píeres do Terminal Madre de Deus na Bahia, provocou o rompimento de tubulações condutoras de petróleo, gasolina, diesel e gás natural, provocando forte explosão e incêndio que cobriu uma área de quatrocentos metros quadrados no mar. A maré estava em estágio de vazante, o que evitou que o material vazado fosse projetado para mais longe no mar.

## 1972
No dia 30 de março, um vazamento de GLP de esfera da Refinaria de Duque de Caxias provocou explosão de grande intensidade deixando 42 pessoas mortas e 40 feridos. Cerca de três explosões aconteceram, projetando fragmentos das esferas a quilômetros de distância, tremores foram sentidos na zona norte do Rio de Janeiro e muitas casas tiveram vidros de portas e janelas destruídas pelo impacto.

## 1974
No dia 29 de julho, ocorreu uma explosão de um tanque de armazenamento de produtos químicos na Ilha Barnabé em Santos, provocou o vazamento de 3,15 m³ de tolueno para o estuário santista, além de provocar a morte de um operário e deixar outras pessoas feridas.
 Em agosto, a colisão do navio petroleiro Takimyia Maru em uma rocha submersa no canal de São Sebastião levou ao vazamento de 6 mil m³ de óleo no mar.

## 1975
Em março, o petroleiro de bandeira iraniana Tarik Iba Ziyad apresentou problemas no casco e provocou derramamento de 6 mil m³ de petróleo na Baía de Guanabara. Uma camada de 10 cm de espessura de óleo cobriu o mar e pegou fogo em certos pontos.
 No dia 8 de abril, um vazamento de 30 m³ de querosene ocorreu no oleoduto que distribui o produto da Refinaria Duque de Caxias para o depósito da Shell. O furo que provocou o acidente era de 6 mm e foi causado devido a corrosão. O vazamento atingiu a Praia da Ribeira, na Ilha do Governador, onde fica localizado o terminal da Shell.

## 1976
Em 26 de fevereiro, um vazamento de nafta ocorreu no oleoduto que liga Refinaria Presidente Bernardes de Cubatão até a Petroquímica União em Santo André (atualmente unidade da Braskem), sendo seguido de explosões e chamas que atingiram 10 metros de altura. A nafta vazada atingiu um riacho e espalhou as chamas por ele. O incêndio ocorreu na altura do quilômetro 27 da Rodovia Anchieta, próximo à Vila Balneária em São Bernardo do Campo, e atingiu uma área de mais de quatro quilômetros.

## 1978
Em janeiro, o navio petroleiro Brazilian Marina colide com uma rocha no canal de São Sebastião e provoca vazamento de 6 mil m³ de óleo no mar. Cerca de 20 praias foram atingidas pela mancha de óleo, chegando até mesmo ao sul do Rio de Janeiro.

## 1980
No dia 6 de junho, ocorreu um descontrole no mecanismo de segurança da sonda marítima de perfuração Discoverer 534 que provocou a explosão de uma nuvem de gás, logo antes da unidade finalizar a atividade de fechamento do poço 1-RJS-130 (o qual não era comercial) no campo de Namorado, Bacia de Campos. A explosão foi seguida de incêndio e feriu 23 pessoas que atuavam na unidade de perfuração, a qual estava localizada a 133 quilômetros de Macaé.

## 1981
No dia 26 de agosto, um vazamento de vapores contendo ácido sulfúrico, na Refinaria Henrique Lage em São José dos Campos, provocou 9 óbitos e 13 outras pessoas intoxicadas. Após o acidente, a refinaria foi paralisada por seis horas. A causa do evento foi um superaquecimento do fluido que foi transferido para tancagem intermediária, vazando então pelo topo do tanque e se espalhando por uma área de 100 metros.
 Em 18 de novembro, um vazamento de cerca de 50 toneladas de óleo de caldeira ou de lastro vazaram do petroleiro grego Anemoe Nelpaieye na baía de Ilha Grande, Angra dos Reis. O acidente ocorreu enquanto ele operava no terminal Tebig da Petrobras, atingindo as praias da Ilha da Jipoia, Ilha dos Porcos, a ponta sul da praia Piraquara. A causa do evento foi indicada como provável erro de manobra operacional.

## 1982
No dia 8 de janeiro, uma explosão no oleoduto que interliga a Refinaria Presidente Bernardes provocou o vazamento de 200 m³ de diesel próximo à favela do Miranda em Cubatão. A explosão lançou óleo sob alta pressão, lançando pedras, terra e deixando um buraco de 3 metros no solo. O óleo vazado atingiu o leito do Rio Cubatão, estuário de Santos e o largo de São Vicente.
 Em 18 de abril, um vazamento de cerca de 477 m³ de óleo combustível ocorreu no oleoduto que liga a Refinaria de Paulínia ao Terminal de Barueri da Petrobras na Grande São Paulo. Metade deste volume foi contida no dique de contenção e o restante atingiu o Rio Atibaia. A mancha de óleo foi derramada na altura da cidade de Campinas, mas atingiu também a cidade de Paulínia e a represa de Americana, onde se localiza a praia do Lago Azul.
 No dia 29 de maio, cerca de 100 m³ de nafta e óleo diesel vazaram no Rio Putim, em Guararema, após rompimento do oleoduto que liga a refinaria Henrique Lages ao Terminal de Utinga, em Santo André. A mancha de óleo atingiu também trechos do Rio Paraíba. O evento disparou ações do Grupo de Ação de Emergência da CETESB que colocou barreiras flutuantes para impedir o deslocamento da mancha de óleo.
 Em 28 de outubro, Um vazamento de 300 toneladas de óleo cru no Terminal de Guararema atingiu o rio Putim, afluente do Rio Paraíba. Foram instaladas boias para evitar que a chuva fizesse o óleo transbordasse e atingir também o Rio Paraíba, o que poderia afetar o abastecimento de água na região de São José dos Campos.

## 1983
- No dia 31 de agosto, um descarrilhamento de uma locomotiva, que partiu da Refinaria Landulfo Alves com destino ao Terminal Riachuelo em Sergipe, provocou a liberação de cerca de 120 m³ de gasolina na zona urbana de Pojuca. Três vagões tombaram, despejando o combustível que escorreu às margens da linha de trem. Posteriormente acontece uma explosão que causa a morte de aproximadamente 100 pessoas.[19]
- No dia 14 de outubro, ocorreu o rompimento do oleoduto que interliga a Refinaria Presidente Bernardes com o Terminal Almirante Barroso em São Sebastião. Cerca de 2,5 mil m³ vazaram no acidente, poluindo mangues, praias e costões do Canal de Bertioga.[20] O acidente foi considerado até essa data como o maior vazamento de óleo no litoral brasileiro, atingindo cerca de 100 km quadrados de área costeira contendo mangues.[21]Atividade de limpeza das praias de Bertioga após o vazamento de 2,5 mil m³ de óleo em 1983

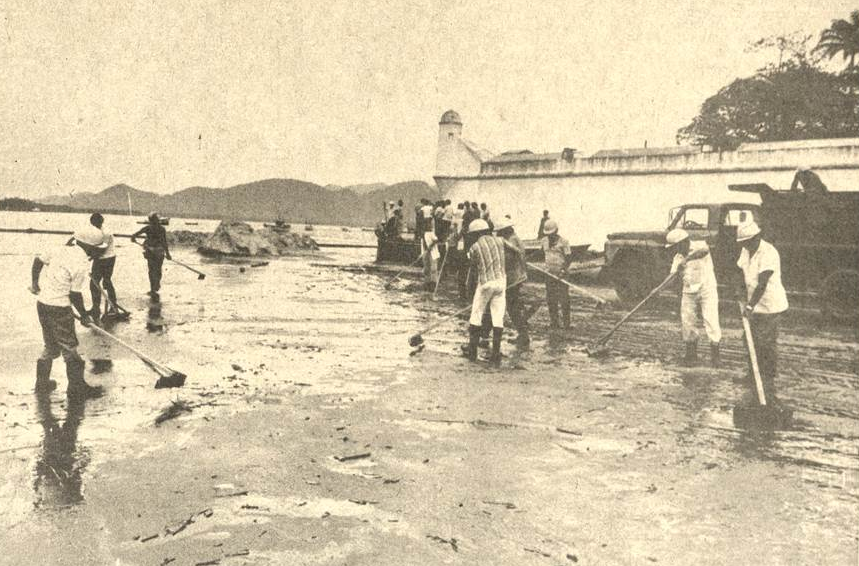
Atividade de limpeza das praias de Bertioga após o vazamento de 2,5 mil m³ de óleo em 1983

- Em 20 de outubro, um vazamento de 200 m³ de gasolina ocorreu no oleoduto que liga a Refinaria Presidente Bernardes em Cubatão, no km 37,5 da via Anchieta (próximo à Represa Billings). Parte do vazamento atingiu o Rio das Pedras, que era responsável por abastecer 5% da Baixada Santista.[22]
- Em novembro, um acidente de navegação envolvendo as embarcações Carmópolis e Arabean provocou o vazamento de cerca de 300 m³ no canal de São Sebastião, atingindo até mesmo a região de Ubatuba. A extensão da mancha principal atingiu cerca de 8 km de comprimento.[8]

## 1984
- No dia 24 de fevereiro, ocorreu uma das maiores tragédias da baixada santista. Um vazamento de cerca de 700 m³ de gasolina ocorreu no duto que liga a Refinaria Presidente Bernardes (RPBC) ao Terminal da Alemoa em Santos. Um incêndio de grandes proporções atingiu a Vila Socó em Cubatão, matando 93 pessoas.[23]
- Em 4 de maio, cerca de 200 m³ de gasolina vazaram após rompimento no oleoduto de produtos claros que interliga o Terminal de Barueri com o de Utinga (Santo André). O combustível foi derramado próximo à favela do Jardim Felicidade no Bairro do Campo Limpo (São Paulo), assustando os moradores. A assessoria de imprensa da Petrobras informou que a causa do vazamento seria a construção de um aterro, que foi mal compactado, próximo a uma fábrica na região. O produto jorrou por 15 minutos, até provocar a queda de pressão no terminal de Barueri e o bombeamento ser paralisado automaticamente. Após o acidente, foram improvisados diques de terra para evitar que parte da gasolina atingisse o Rio Pinheiros.[24]
- No dia 20 de maio, um vazamento de 250m³ de nafta aconteceu próximo à favela Jardim Primavera, zona Sul de São Paulo, levando 2 pessoas a óbito e deixando 2 feridos por intoxicação. A ruptura aconteceu no oleoduto que interliga o Terminal de Barueri com o de Utinga (Santo André). A Petrobras responsabilizou as obras de um aterro da empresa Pirâmides Brasília pelo vazamento, assim como já havia informado após o vazamento ocorrido semanas antes no mesmo oleoduto no bairro Campo Limpo.[25][26]
- No dia 4 de junho, o transbordamento de um dique de contenção no Terminal Almirante Barroso provocou o derramamento de 5 m³ de óleo no Córrego do Outeiro, que passa pelo centro de São Sebastião. Um incêndio de grandes proporções iniciou e gerou pânico à população.[8]
- Cerca de 3 m³ de nafta misturada com diesel vazaram no km 57 da rodovia Piaçaguera-Guarujá a partir de um oleoduto que interliga a refinaria Presidente Bernardes em Cubatão com um terminal de abastecimento de carros tanque. O cheiro do produto chamou a atenção dos moradores, que acionaram os bombeiros da própria refinaria que seguiram imediatamente para o local. De imediato foi desligado o bombeamento do duto e lançada espuma em conjunto com água no local para evitar a ocorrência de uma explosão.[27]

## 1985
- Em março de 1985, o navio Marina colidiu com o píer do terminal de São Sebastião, levando ao derramamento de 2,5 mil m³ de óleo. Praias e costões foram afetadas e as manchas de óleo atingiram Ubatuba e suas ilhas.[8]
- No dia 12 de maio, o navio cargueiro Jatobá, de propriedade da Petrobras, explodiu no porto de Recife contendo 2 mil toneladas de Gás liquefeito de petróleo (GLP) durante atividade de descarregamento do produto. Após o acidente, o cargueiro foi rebocado em chamas para 4 milhas ao norte do porto, restando ainda 500 toneladas de GLP em seu interior. O porto de Recife teve um prejuízo estimado em Cr$40 milhões devido ao incêndio em dois armazéns, enquanto a Companhia de Armazéns Gerais de Pernambuco sofreu danos na ordem de Cr$100 milhões com a destruição parcial de seu terminal de grãos.[1][28]
- Em 7 de julho, a explosão de um tanque de óleo combustível na Refinaria Presidente Bernardes em Cubatão provocou o vazamento de 100 m³ do produto, dos quais cerca de metade atingiram o Rio Cubatão. Barreiras flutuantes foram instaladas por equipes da Cetesb para evitar que o óleo atingisse o estuário de Santos.[29]

## 1986
- No dia 22 de abril, um vazamento de 200 m³ de óleo BTE (baixo teor de enxofre) ocorreu no Terminal da Alemoa terminal em Santos a partir do navio Araxá. Dois dias após o início do acidente, a operação de emergência conseguiu conter o vazamento completamente.[30]
- Em 24 de abril, cerca de cem toneladas de óleo do tipo cabiúna vazaram no terminal Almirante Barroso em São Sebastião quando o navio petroleiro Amilton Lopes realizava operação de descarregamento. A mancha de óleo, que chegou a um quilômetro de comprimento por cinco metros de largura, atingiu pelo menos cinco praias de São Sebastião: Enseada, São Francisco, Arrastão, Porto Grande e Cigarras.[30]

## 1988
- No dia 24 de fevereiro,durante uma operação de carregamento do navio cargueiro Neuza, ocorreu o vazamento de mais de 700 m³ de óleo diesel marítimo na Baía de Todos-os-Santos. O acidente ocorreu no terminal Madre de Deus (Temadre) e só foi percebido pelos operários quando banhistas e pescadores sentiram o cheiro de diesel. Foram mobilizados mais de 100 técnicos para conter o avanço da mancha de óleo na baía de Todos os Santos, por meio de barreiras, bombas de captação e canhões para sucção de combustível.[31]

- Em 24 de abril, um vazamento de gás devido a um descontrole em um poço da Plataforma de Enchova da Petrobras, localizada na Bacia de Campos, provocou um incêndio que durou cerca de um mês e destruiu a instalação.
- Em maio, uma ruptura no oleoduto que interliga a Refinaria Presidente Bernardes com o Terminal Almirante Barroso em São Sebastião provocou o vazamento de cerca de mil m³ de óleo no canal de São Sebastião. O acidente impactou 10 praias e uma ilha entre as cidades de São Sebastião, Ilhabela e Ubatuba.[8]
- No dia 22 de dezembro, um vazamento de 250 toneladas de óleo aconteceu na Baía de Ilha Grande em Angra dos Reis a partir do navio Felipe Camarão. O óleo atingiu as praias da enseada de Portogalo e formaram uma mancha de 18 km de comprimento por 8 km de largura, que só não atingiu manguezais devido às correntes marítimas e dissipação pela chuva, de acordo com o presidente da Fundação Estadual de Engenharia do Meio Ambiente (FEEMA).[25][32]

## 1989
- Em agosto de 1989, outra ruptura no oleoduto em São Sebastião, entre as praias de Guaecá e Toque-Toque, provocou o vazamento de 350 m³ de óleo no mar. Cerca de oito praias da cidade foram atingidas pelo derramamento.[8]
- No dia 17 de agosto, um vazamento de cerca de 30 m³ de óleo atingiu a enseada de Portogalo em Angra dos Reis, a partir do navio petroleiro Felipe Camarão que estava no Terminal de Ilha Grande (Tebig). A FEEMA orientou as equipes de emergência da Petrobras para alocar barreiras de contenção plásticas, buscando evitar que o óleo se espalhe para praias vizinhas.[33]
- Em 16 de dezembro, durante a manobra de atracação do navio José do Patrocínio, um vazamento ocorreu no Terminal de Ilha Grande em Angra dos Reis. Cerca de 10 toneladas de óleo vazaram, mas a instalação de boias de contenção impediu maior dispersão da mancha de óleo no mar. De acordo com a Petrobras, a força da maré provocou o transbordo de 4 m³ das barreiras flutuantes, atingindo as praias da ilha de Pitingui.[34]

## 1990
- No dia 11 de janeiro, um vazamento ocorreu na plataforma Vermelho-1, na Bacia de Campos e localizada a 80 km da costa, durante operação de limpeza e amortecimento do poço 7-VM-63-D-RJS. Cerca de 7,5 m³ de óleo vazaram no mar e a mancha atingiu aproximadamente 3 km de extensão. Cerca de 500 litros de dispersantes foram dispersados pela Petrobras para quebrar a mancha de óleo.[35]
- Em 11 de fevereiro, ocorreu um vazamento de cerca de 7,5 m³ de óleo para o mar a partir da plataforma Vermelho-1 operada pela Petrobras, na Bacia de campos, localizada a 80 quilômetros da costa. O evento ocorreu durante limpeza e amortecimento de um poco, de modo que a mancha de óleo atingiu cerca de 3 quilômetros de extensão. Cerca de 500 litros de dispersantes foram dispersados pela Petrobras para quebrar a mancha de óleo.[36]
- Em 7 de março, um acidente envolvendo a colisão entre o navio petroleiro Jacuí com um navio rebocador provocou a liberação de cerca de 40 toneladas de óleo na baía de Angra dos Reis. O governador Moreira Franco decidiu interditar o Terminal de Ilha Grande (Tebig) devido ao não cumprimento da Petrobras na instalação de boias de contenção e skimmers para sucção do óleo vazado. A FEEMA decide aplicar multa também por descumprimento no termo de compromisso da empresa.[25][37]
- No dia 16 de julho, o rompimento de uma válvula provocou vazamento de cerca de 30 toneladas de óleo na plataforma Central de Garoupa, na Bacia de Campos, atingindo o mar e adquirindo extensão de 10 km.[38]
- No dia 2 de agosto, cerca de 265 m³ de gasolina vazaram a partir o navio norueguês Tank Queen para o canal do estuário do Porto de Santos. O acidente ocorreu durante o recebimento do produto no Terminal da Alemoa, que seria levado para São Sebastião. Duas pessoas tiveram problemas respiratórios na Zona Noroeste de Santos, ao inalarem os gases evaporados da gasolina vazada.[25][39]

## 1991
- Em 26 de maio de 1991, um acidente de navegação envolvendo o navio Penelope provocou o vazamento de 280 m³ de óleo no Canal de São Sebastião, atingindo 20 praias e uma ilha em Ilhabela e São Sebastião.[8]
- Em setembro, um acidente no navio Theomana (de bandeira grega) durante o abastecimento em terminal de petróleo na bacia de Campos (RJ) provocou a liberação de 120 m³ de óleo no mar do norte fluminense.[40]

## 1994
- Em janeiro, um vazamento no campo de petróleo de Albacora, localizado na Bacia de Campos, provocou a liberação de 350 m³ de óleo no mar. O acidente ocorreu devido à ruptura na tubulação que interliga o poço à plataforma SS-10.[41]
- No dia 26 de fevereiro, cerca de 500 m³ de óleo vazaram de uma tubulação da Refinaria Henrique Lage em São José dos Campos, atingindo o córrego Lambari (localizado a 5 quilômetros do Rio Paraíba), próximo à Via Dutra.[42]
- Em 15 de maio, um vazamento de cerca de 2,7 mil m³ no oleoduto em São Sebastião atingiu 35 praias e 2 ilhas do litoral norte de São Paulo. O acidente ocorreu nas imediações do km 138 da Rodovia Rio-Santos e atingiu também um córrego, a área do Parque Estadual Serra do Mar e a área de Proteção Especial do Costão do Navio.[43]

## 1995
Em outubro, um acidente envolvendo o navio Canopus (de bandeira maltesa) lançou 200 m³ de óleo no mar do Rio Grande do Norte. Este foi até aquele momento, o maior desastre ambiental ocorrido no Estado potiguar.

## 1997
Em março, um derramamento de 600 m³ de óleo atingiu a Baía de Guanabara devido a um vazamento no oleoduto que liga a Refinaria de Duque de Caxias ao terminal de petróleo da Ilha d'Água. Cerca de 4 mil m² de áreas de mangue foram afetados pelo acidente.

## 1998
- Em agosto, ocorreu a liberação de 15 m³ de óleo no mar em São Sebastião após falha mecânica no casco do navio Maruim. Cerca de 57 praias do litoral norte de São Paulo foram afetadas pelo vazamento. Este foi considerado o maior desastre ambiental que afetou a cidade de Ilhabela na década de 1990.[8][44]
- No dia 3 de setembro, durante etapa de carregamento de um caminhão-tanque a partir do terminal da Ilha Barnabé, em Santos, um vazamento aconteceu na casa de bombas da instalação, provocando liberação de diciclopentadieno e gerando um grande incêndio. O produto vazou para as águas do estuário, enquanto as chamas atingiram o caminhão-tanque e o revestimento de dois reservatórios de produtos.[1][2][7][45]
- Em 13 de outubro, uma rachadura no oleoduto que liga a Refinaria Henrique Lage, em São José dos Campos, ao terminal de Guararema provocou o vazamento de 1,5 mil m³ de óleo combustível no Rio Alambari.[40]

## 1999
No dia 6 de agosto, um vazamento de cerca 3 mil litros de óleo combustível ocorreu no oleoduto da refinaria da Petrobrás que abastece a Manaus Energia, atingindo o Igarapé do Cururu (AM) e o Rio Negro. O Instituto de Proteção Ambiental do Amazonas (Ipaam) aplicou multa de R$48 mil para a Petrobras.

## 2000
- No dia 18 de janeiro, o oleoduto que liga a Refinaria Duque de Caxias com o terminal de petróleo da Ilha d'Água rompeu provocando o vazamento de 1,3 mil m³ de óleo combustível na Baía de Guanabara. A mancha de óleo se dispersou por cerca de 40 km².[40]
- Em 11 de março, cerca de 18 mil litros de óleo cru vazaram em Tramandaí, no litoral gaúcho, quando eram transferidos de um navio petroleiro para o Terminal Almirante Soares Dutra (Tedut), da Petrobras, na cidade. O acidente foi causado pelo rompimento de uma conexão de borracha do sistema de transferência de combustível e provocou mancha de cerca de três quilômetros na Praia de Jardim do Éden. A Petrobras foi condenada a pagar mais de R$6 milhões como reparação aos danos ambientais causados.[47][48]
- No dia 16 de julho, cerca de 4 mil m³ de óleo vazaram nos Rio Barigui e Rio Iguaçu no Paraná, devido a ruptura de uma junta de expansão do oleoduto que liga a Refinaria Presidente Getúlio Vargas na cidade de Araucária. Este foi o maior desastre ambiental em 25 anos no país.[40]
- Em 23 de julho, dois vagões e duas locomotivas de um trem da Companhia América Latina Logística - ALL descarrilharam em Fernandes Pinheiro a 150 quilômetros de Curitiba. O acidente provocou a liberação de 60 m³ de óleo diesel, sendo que metade entrou em chamas e o restante penetrou no solo atingindo um córrego da região que por sua vez chegou até um lago. Segundo o Instituto Ambiental do Paraná (IAP), este lago não era usado para abastecimento de água potável.[49]
- No dia 21 de agosto, o tombamento de uma locomotiva da empresa América Latina Logística S/A provocou o vazamento de cerca de 800 m³ de diesel na região do Alto Boqueirão em Curitiba. O Instituto Ambiental do Paraná (IAP) aplicou uma multa de R$100 mil à empresa na ocasião.[50]
- Em novembro, um vazamento de 86 m³ de óleo atingiu o Canal de São Sebastião devido a ruptura de um dos tanques de carga do navio petroleiro Vergina II no Terminal Almirante Barroso, poluindo praias de Ilhabela e São Sebastião. O acidente ocorreu no Navio Vergina, que estava vindo da Bacia de Campos, quando ele tentava atracar no Terminal.[51][52]

## 2001
- Em 16 de fevereiro, um vazamento de óleo diesel a partir de um oleoduto da Petrobras na região de Morretes (Paraná) atingiu o Rio Sagrado, região de preservação da Mata Atlântica. A Secretaria do Meio Ambiente do Paraná interditou o oleoduto até serem feitos esclarecimentos do ocorrido. O vazamento foi estimado em 50 m³ de diesel, que gerou a aplicação de uma multa de R$150 milhões do Ibama e do Instituto Ambiental do Paraná (IAP) para a Petrobras.[53][54]
- No dia 12 de abril, um vazamento ocorrido na Plataforma marítima P-7 da Petrobras, localizada no campo de Bicudo (parte sul da Bacia de Campos), lançou cerca de 26 m³ de petróleo no mar. O vazamento inundou parte do deque da instalação e a maior parte da tripulação teve que ser evacuada.[55]
- No dia 20 de março, um acidente na Plataforma P-36, o qual provocou sua explosão e adernamento, ocasionou a morte de 11 pessoas e a liberação de 6 mil m³ de óleo no mar da Bacia de Campos.[56]
- Em 30 de maio, um vazamento de 200 m³ de óleo atingiram as águas do Rio Tietê e do córrego Cachoeirinha em Barueri, após ruptura no oleoduto.[40]
- No dia 2 de junho, uma carreta da Petrobras contendo 30 m³ de óleo combustível, cujo destino era o porto de Paranaguá, tombou no trevo das rodovias BR-116 e BR-227 em Curitiba. Todo o conteúdo do caminhão foi derramado no acidente.[57]
- Em 15 de junho, um vazamento de gás liquefeito de petróleo e gasolina em um duto da Petrobras aconteceu no km 20 da Rodovia Castelo Branco, na divisa entre Barueiri e Osasco (região metropolitana de São Paulo. O oleoduto que liga a região do ABC com Barueri foi atingido por um bate estaca da Construtora Queiroz Galvão e provocou a liberação do produto. A construtora foi multada em R$98 mil pela Cetesb devido ap vazamento ocorrido durante as Obras do Rodoanel.[58][59]
- No dia 20 de junho, um trem da Ferrovia Novoeste S/A descarrilou despejando 35 m³ de óleo diesel em uma Área de Preservação Ambiental de Campo Grande, Mato Grosso do Sul. O óleo atingiu o córrego Bálsamo, responsável pelo abastecimento de água na cidade.[60]
- Em outubro, um navio petroleiro de nome Norma chocou-se com uma pedra na baía de Paranaguá derrubando 392 m³ de nafta na região e atingindo uma área de 3 mil m².[40]
- No dia 21 de novembro, um vazamento de 103 m³ de óleo ocorreu na Baía de Guanabara a partir de um acidente em um duto na Refinaria de Manguinhos. O óleo vazado atingiu as cidades do Rio de Janeiro e Niterói, incluindo danos na Praia do Gragoatá e a Ilha do Mocanguê. A Secretaria Municipal de Meio Ambiente do Rio de Janeiro multou a empresa em R$1 milhão, enquanto a prefeitura de Niterói aplicou multa de R$2 milhões.[61][62]

## 2002
- Em fevereiro, ocorreu o vazamento de 50 m³ de óleo combustível do navio inglês Caronia, que estava atracado no Pier da Praça Mauá. O óleo atingiu a Baía de Guanabara mas foi rapidamente contido.[40]
- No dia 28 de abril, um trem da Ferroban descarrilhou e provocou o vazamento de cerca de 130 m³ de óleo diesel na cidade de Cerquilho. O acidente envolveu sete vagões e aconteceu durante transporte de 2 mil m³ de óleo de Paulínia para Campo Grande.[63]
- Em 13 de maio, durante carregamento do navio Brotans no Terminal de Ilha Grande (Tebig) em Angra dos Reis, mais de 16 m³ de óleo vazaram na baía de Ilha Grande. Investigações apontaram falha em uma das válvulas do navio como causa do problema. A prefeitura de Mangaratiba e de Angra dos Reis multaram a Transpetro (operadora do terminal) em R$10 milhões cada.[64][65]
- No dia 14 de junho, um vazamento de óleo diesel ocorreu em um tanque operado pela Shell no bairro Rancho Grande de Itu, no interior paulista. O vazamento foi represado em uma bacia de contenção do tanque mas uma parte vazou para fora devido a uma fissura na estrutura da bacia. Segundo o Departamento do Meio Ambiente da Prefeitura de Itu o vazamento foi de cerca de 3 mil litros do produto. A Cetesb aplicou multa de R$105 mil à empresa pelos danos causados no acidente.[66]
- No dia 25 de junho, um tanque de óleo lubrificante explodiu no pátio da empresa Ingrax, em Pinhais, na região metropolitana de Curitiba (PR), deixando vazar 21 m³ da substância. Parte do produto., que é altamente tóxico e inflamável, vazado atingiu o rio Atuba, afluente do Rio Iguaçu.[67]

## 2003
Em 30 de maio, o descarrilhamento de oito vagões de um trem da América Latina Logística (ALL) ocorreu no município de Ibiporã, liberando cerca de 57,6 m³ de diesel. O vazamento foi próximo ao Rio Engenho de Ferro e ao Rio Tibagi mas não chegou a atingi-los.

## 2004
- No dia 18 de fevereiro, uma ruptura no oleoduto OSBAT próxima ao Morro do Outeiro em São Sebastião, derramou uma quantidade de óleo superior a 260 m³. O rio Guaecá foi afetado pelo vazamento, assim como o bioma Mata Atlântica no Parque Estadual Serra do Mar e matas ciliares.[69][70]
- No dia 27 de abril, duas locomotivas e 18 vagões contendo diesel, etanol e açúcar operados pela América Latina Logística (ALL) tombaram em Ortigueira a 260 quilômetros de Curitiba. Dos vagões envolvidos no acidente, 11 carregavam etanol, 5 carregavam diesel e os outros dois, açúcar. Após o vazamento, um incêndio dizimou cerca de um hectare de vegetação nativa.[71]
- Em 15 de novembro, o navio Vicuña, que carregava 11 toneladas de metanol, explodiu três vezes na Baía de Paranaguá no Paraná e afundou totalmente com ao menos metade de seu carregamento. Cerca de 3 a 4 mil m³ de três tipos de óleo combustível vazaram no acidente, sendo o maior vazamento em 20 anos no Paraná.[40]

## 2008
No dia 16 de fevereiro, um vazamento de óleo combustível ocorreu no Porto de Santos, proveniente do navio chileno Rio Blanco, provocando um incêndio. Cerca de 2 m³ do produto vazaram do navio, sendo que apenas 0,8 m³ atingiram o mar no acidente.

## 2009
- No dia 3 de fevereiro, durante atividade de perfuração do poço 9-RO-88D-RJS no campo de Roncador (na Bacia de Campos) por meio da Sonda Sedco 707 operada pela Petrobras, ocorreu o vazamento de 170 m³ de fluido de completação BR-MUL (composto principalmente de água e n-parafinas) no mar. O acidente ocorreu após um incêndio atingir equipamentos na sala de máquinas, o que provocou a perda da posição da sonda e desconexão de emergência da linha do poço.[73]
- Em 15 de setembro, um vazamento de óleo na refinaria Landulpho Alves da Petrobras, em São Francisco do Conde (Bahia), atingiu o mar e a praia de Caípe no mesmo município. Cerca de 2,5 m³ do óleo atingiram o oceano. A empresa foi multada em R$30 milhões pelo Instituto do Meio Ambiente da Bahia (IMA).[74]

## 2011
- No dia 7 de novembro, um vazamento de cerca de 588 m³ de óleo ocorreu no Campo de Frade (na Bacia de Campos) durante atividade de perfuração de poço realizado pela empresa Chevron. O vazamento correspondeu a 96% de todo o óleo vazado aquele ano, segundo a ANP.[75]
- Em 16 de dezembro, cerca de 10 m³ de óleo combustível provenientes do FPSO Cidade de São Paulo, de propriedade da Modec, foram liberados no mar próximo à Baía de Ilha Grande e a cidade de Paraty (sul fluminense). A plataforma estava se dirigindo ao estaleiro Brasfels, em Angra dos Reis, para manutenção. O Instituto Estadual do Ambiente (INEA) aplicou multa de R$10 milhões à empresa.[76]

## 2012
Em 26 de janeiro, um vazamento de cerca de 1,2 m³ de óleo ocorreu nas monobóias do terminal de óleo de Osório em Tramandaí . A liberação ocorreu a 6 quilômetros da costa, mas chegou a atingir as praias de Tramandaí.

## 2014
- Em 21 de janeiro, um vazamento de petróleo, gás natural e de sulfeto de hidrogênio ocorreu na Plataforma P-7 da Petrobras, localizada no Campo de Bicudo (Bacia de Campos). O evento aconteceu durante o teste de um poço ligado à plataforma, que levou cerca de 30 minutos para ser controlado mas não provocou nenhum ferimento aos trabalhadores.[79]
- Em 4 de julho, cerca de 4 m³ de petróleo vazaram no mar próximo a Tramandaí, no norte do Rio Grande do Sul. O acidente ocorreu após rompimento do mangote que realizava o descarregamento de petróleo até a monobóia que fica a 6 quilômetros da orla da praia.[80]
- No dia 16 de novembro, ocorreu o vazamento de gás do gasoduto GN-12-Robalo/Carmópolis, de 12 polegadas, que liga a estação de Robalo à unidade Carmópolis no Sergipe. O vazamento foi seguido de incêndio e explosão, com chamas de 15 metros de altura, destruição de vegetação e formação de uma cratera de cerca de 10 m², assustando moradores da região.[81][82]

## 2015
- Em 16 de março, um vazamento ocorreu no Terminal Aquaviário de Angra dos Reis operado pela Transpetro, na Baía de Ilha Grande, durante operação ship to ship de transferência de petróleo entre os navios Navion Gotemburg e Nave Buena Sorte. Segundo informações de técnicos ambientais, o vazamento foi de cerca de 25 m³ que atingiu as Baías de Ilha Grande e Sepetiba em até 495 quilômetros.[83][84]
- No dia 21 de abril, um vazamento de 7 m³ de óleo ocorreu há 16 quilômetros da costa de Aracaju, em um duto que interliga as plataformas marítimas PCM-5 e PCM-6, localizadas no campo de Camorim e operadas pela Petrobras, na Bacia de Sergipe-Alagoas. Durante o evento, quatro unidades foram interditadas para proceder com a resposta à emergência.[85]

## 2016
- Em maio, um vazamento de óleo oriundo do emissário submarino do Polo Atalaia (conhecido como PAP-1) operado pela Petrobras em Aracajú atingiu quatro quilômetros da praia de Atalaia. A Petrobras foi multada pelo Ibama em R$12,5 milhões devido ao lançamento de resíduo no mar em desacordo com a legislação vigente.[86][87]
- No dia 21 de outubro, um derramamento de 1,8 m³ de óleo bruto ocorreu no litoral sul do Sergipe, se espalhando por cerca de 30 quilômetros entre os dias 21 a 24 de outubro e atingindo as praias de Caueirano município de Itaporanga d'Ajuda, além das praias de Abaís e Saco na cidade de Estância. O Ibama multou a Petrobras em R$2,5 milhões pelo acidente causado.[88]
- Em 23 de dezembro, um navio naufragou no litoral do Rio Grande do Norte próximo dos Parrachos de Maracajaú, liberando 4,5 m³ de diesel nessa região que é Área de Proteção Ambiental de Recifes de Corais. O empresário e dono da embarcação foi multado pelo Ibama no valor de R$122,5 mil.[89]

## 2018
- No dia 8 de junho, um vazamento do oleoduto da Petrobras no município de Candeias (Bahia) provocou o lançamento de cerca de 3 m³ de água oleosa que atingiu o Rio São Paulo e áreas de manguezais. A prefeitura de Candeias multou a empresa em R$5 milhões pelos danos à fauna e flora da região.[90][91]
- Em 20 de agosto, uma explosão seguida de incêndio em um tanque na refinaria de Paulínia, projetou o equipamento à altura de cerca de 176 metros e provocou a liberação de 214 m³ de águas ácidas e 240 m³ de hidrocarbonetos. Não houve vítimas, mas os prejuízos materiais foram estimados na ordem de U$62 milhões. O acidente ocorreu devido a sobrepressão em um tanque, que rompeu sua estrutura e provocou liberação de hidrocarbonetos, seguido de explosão e incêndio. O tanque foi lançado a uma distância de 106 metros e também causou explosão e incêndio em outra unidade de processo da refinaria.[92]
- Em 9 de outubro, uma explosão na instalação de biodiesel da Biocapital Participações em Charqueada provocou a morte de 3 pessoas, deixou outra pessoa ferida e danos em diversos equipamentos. O acidente ocorreu em um conjunto de equipamentos que fazem a circulação de produtos no fundo do reator do processo de produção.[93]

## 2019
- Mais de dois mil quilômetros do litoral nordestino e do Sudeste do Brasil foram afetados por derramamentos de óleos que, segundo investigações, foram provenientes do navio petroleiro Boubolina quando este navegava a cerca de 730 quilômetros da costa brasileira.
- Em 2 de janeiro, o navio-plataforma FPSO Cidade de Rio de Janeiro, que estava sem operar desde 30 de junho de 2018 e em vias de descomissionamento, apresentou liberação de cerca de 15,4 m³ de óleo no mar. O acidente ocorreu por um furo em um tanque de óleo e foi resolvido após manobras operacionais. A instalação, operada pela empresa Modec a partir de contrato da Petrobras, estava localizada no Campo de Espadarte, sul da bacia de Campos e a aproximadamente 130 km da costa do estado do Rio de Janeiro.[94]
- No dia 23 de fevereiro, um vazamento de 188 m³ de óleo na Plataforma P-58 da Petrobras, no litoral sul do Espírito Santo, gerou uma mancha que se estendeu por 2,4 km. O acidente ocorreu durante a transferência de óleo para um navio aliviador.[95][96]
- Em 9 de março, o tombamento de um caminhão na BR-153 em Santo Antônio da Platina (Paraná) provocou a liberação de 40 m³ de diesel que atingiram uma grande área do Rio Ubá. O acidente ocorreu devido a uma colisão do veículo com um barranco, provocando a morte do motorista e o vazamento do produto.[97]
- No dia 24 de março, um descontrole do processo na plataforma P-53 da Petrobras, operada no campo de Marlim Leste a 120 quilômetros da costa, provocou liberação de cerca de 122 m³ de óleo no mar, que posteriormente atingiram as praias de Arraial do Cabo, Cabo Frio e Búzios nos dias 3 e 4 de abril de 2019. As ações de limpeza das praias foram finalizadas apenas um semana após a constatação de que o óleo que atingiu a costa.[95][98]
- Em 6 de julho, durante atividade da sonda SPT-112 operada pela Petrobras, ocorreu um blowout (vazamento descontrolado em um poço) no poço 7-ANB-16D-AL do campo de Anambé, no Estado do Alagoas. Cerca de 104 mil m³ de gás vazaram para a atmosfera e 257 litros de condensado foram derramados. A rodovia BR-101 foi interditada pela Polícia Rodoviária Federal para evitar consequências adicionais indesejadas.[99][100]
- No dia 23 de agosto, o FPSO Cidade do Rio de Janeiro, operada pela empresa Modec a partir de contrato da Petrobras e localizada na Bacia de Campos, apresentou trincas no casco e descarregou cerca de 6,6 m³ de óleo no mar. De acordo com a ANP, o acidente poderia ter sido muito mais grave, considerando o grau de dano estrutural apresentado pela unidade. A plataforma foi direcionada em novembro desse mesmo ano para o estaleiro Jurong em Aracruz, com o intuito de reparar os danos apresentados.[94]

## 2021
No dia 30 de janeiro, um rompimento do gasoduto de transporte de gás natural denominado "Gasoduto Lateral Cuiabá" operado pela empresa Gasocidente do Mato Grosso Ltda. (GOM) ocorreu na altura de seu km 606, na área rural do município de Nossa Senhora do Livramento. Apesar do vazamento de cerca de 1,8 milhões de m³ de gás natural durante o acidente, não houve ignição e consequentemente nenhuma vítima.

## 2022
Em 22 de janeiro, foi observado borbulhamento na superfície do mar próximo ao FPSO Cidade de Anchieta, localizado no litoral do Espírito Santo, posteriormente confirmando um vazamento de óleo no total de 158,3 m³. A unidade foi paralisada até o retorno seguro da operação no final do mesmo ano.